# قانون أساسي إسباني
القانون الأساسي الإسباني (أو القانون الأساسي للمملكة أو للدولة) هو التسمية التي تعرف بها مجموعة من سبعة قوانين، لعبت دور هيكل دستوري منظم لسلطات الدولة الإسبانية إبان مرحلة الديكتاتورية الفرانكوية. و هي قوانين، ممنوحة، تجسدت خارج الآليات الديمقراطية، كالصياغة من طرف مشرعين ذوي شرعية انتخابية، أو المصادقة عليها من طرف البرلمان، أو باستفتاء شعبي.

خلال مرحلة الانتقال الديمقراطي، في 1977، سيصادق الشعب الإسباني على قانون الإصلاح السياسي، باستفتاء، و هو قانون بمرتبة القوانين الأساسية، شكل مدخلا للإصلاح الحياة السياسية، و بداية لدمقرطة إسبانيا. في الأدبيات القانونية و السياسية الإسبانية، يشير مصطلح القوانين الأساسية، للقوانين الثمانية مجتمعة، دون أن يقتصر على القوانين السبعة، السابقة عن مرحلة الانتقال الديمقراطي.

ألغيت القوانين الأساسية مع دخول دستور 1978، حيز التنفيذ.

## ميثاق العمل
أنجز ميثاق العمل (Fuero del Trabajo) سنة 1938، خلال المراحل النهائية للحرب الأهلية الإسبانية. و كانت وظيفته تنظيم معايير العمل و العطل و الرواتب الدنيا و الأثمان. أسس القانون كذلك لنظام ضمان اجتماعي و قعد لتدبير الملكية، على مستوى السكن و الأراضي الزراعية و وسائل الإنتاج.

التنظيم النقابي الوحيد المرخص حسب ميثاق العمل هو ما عرف بالنقابات العمودية (Sindicato Vertical)، ذات الصيغة المختلطة، حيث تضم أرباب المقاولات و المأجورين، على حد سواء، و تخضع لوصاية الدولة. أسس الميثاق أيضا لقضاء خاص بالشغل.

## القانون التأسيسي للبرلمان

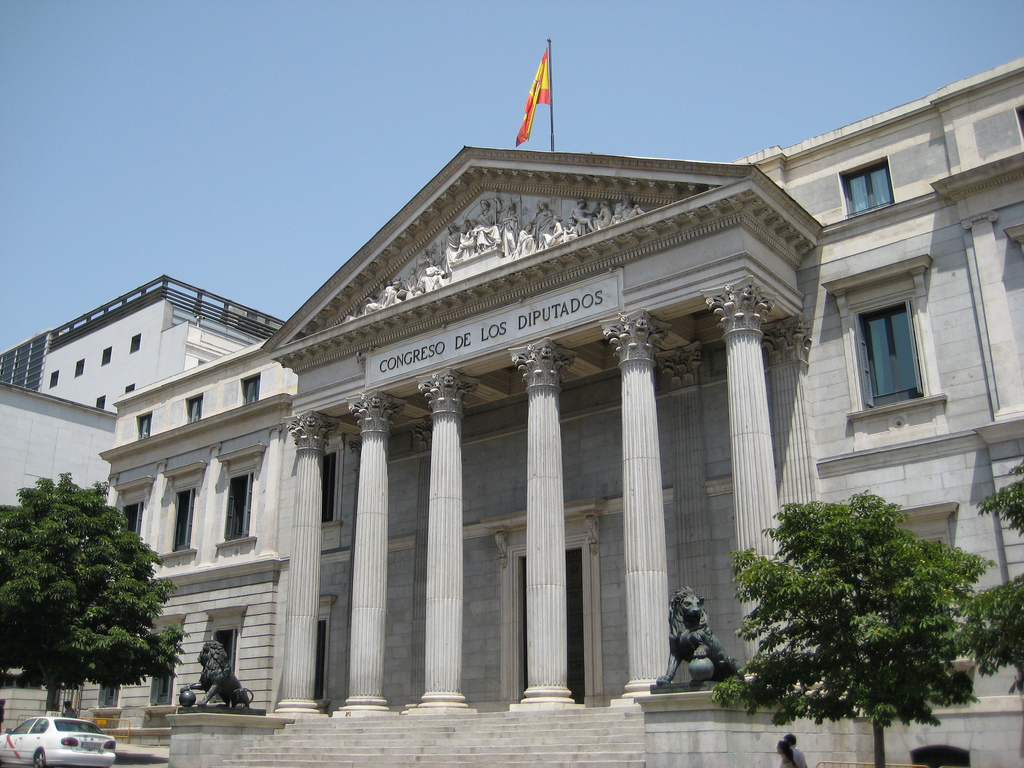
مبنى البرلمان الإسباني

دخل القانون التأسيسي للبرلمان (Ley Constitutiva de las Cortes) حيز التنفيذ في 17 يوليو 1942. كان الهدف الرئيسي لهذا القانون، إضفاء طابع برلماني، للنظام الديكتاتوري القائم آنذاك. لم يكن للبرلمان المؤسس، ذي الغرفة الوحيدة و النظام الانتخابي غير المباشر، سوى سلطة تشريعية نظرية. فقد كان لرئيس الدولة سلطة نفاذ القوانين، ناهيك عن سلطته التشريعية الأسمى، التي منحه إياها قانون غشت 1939، الذي مكن رئيس الدولة من حق التشريع، دون أدنى شروط تقييدية.

كانت تشكيلة البرلمان، كما يلي:
- الوزراء
- أعضاء المجلس الوطني للحزب الوحيد، آنذاك، الكتائب الإسبانية لجمعيات الهجوم الوطني النقابي.
- رؤساء المؤسسات العليا
- مسيرو المنظمة النقابية.
- عمداء الجامعات
- رؤساء بعض المؤسسات الثقافية
- رؤساء الجمعيات و الهيآت المهنية
- أعضاء معينون من طرف رئيس الدولة (40 عضوا).
- بعد إعلان القانون التنظيمي للدولة لسنة 1967: عضوان عن كل مقاطعة، يتم اختيارهم بتصويت مباشر من طرف كتلة ناخبة، مشكلة من أرباب الأسر.[2]

## ميثاق الإسبانيين
أعلن ميثاق الإسبانيين (Fuero de los Españoles) في سنة 1945، و كان محاولة لإرسال إشارات دمقرطة للخارج، في ظرفية مؤتمر بوتسدام. أسس الإعلان لمجموعة من الحقوق و الحريات و الواجبات الملزمة للشعب الإسباني. رغم ذلك، احتفظ للنظام باعتباطية التأويل، حيث كان ينص في فصله ال 33 على «أن ممارسة الحقوق المذكورة لا يجب أن يتعارض مع الوحدة الروحية و الوطنية و الاجتماعية لإسبانيا».

## قانون الاستفتاء الوطني
نص قانون الاستفتاء الوطني (Ley del Referéndum Nacional) لسنة 1945 على إمكانية إجراء استفتاء عام، حول قوانين مقترحة من طرف رئيس الدولة أو من طرف حكومته. نص القانون على 21 سنة كحد أدنى لأهلية المشاركة.

## قانون خلافة رئيس الدولة

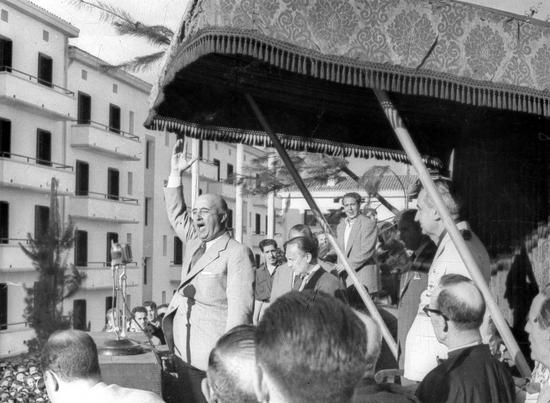
فرانكو خلال أحد تجمعاته الخطابية بإيبار، سنة 1949

وضع قانون خلافة رئيس الدولة (Ley de Sucesión en la Jefatura del Estado) لسنة 1947، آلية استمرارية رئاسة الدولة. ارتكز القانون على ثلاث توصيات رئيسية:
- إعلان إسبانيا كمملكة، بهوية كاثوليكية و اجتماعية.
- إسناد رئاسة الدولة للفريق فرانثيسكو فرانكو و تنصيبه كقائد أعلى للقوات المسلحة.
- حصر حق اقتراح خليفة رئيس الدولة بيد فرانكو، الذي يقدمه للبرلمان للمصادقة. نص القانون على حمل خليفة رئيس الدولة اسم ملك (Rey) أو وصي عرش (Regente).

أجري استفتاء عام، في سنة 1947، للمصادقة على قانون الخلافة. كانت نسبة المشاركة 89%، و تم قبول القانون بنسبة 93%.

## قانون مبادئ الحركة الوطنية
قانون مبادئ الحركة الوطنية (Ley de Principios del Movimiento Nacional)، هو بمثابة الإطار الموجه لمبادئ و مؤسسات الدولة. يشمل نص القانون ثلاثة أنواع من المضامين: مبادئ مذهبية و مبادئ تنظيمية و مبادئ برنامجية. من أهم المبادئ المنصوص عليها:
مبادئ مذهبية
- تنص على الوحدة الوطنية، و الارتباط العضوي للأمة الإسبانية "بالقانون السماوي المصاغ من طرف الكنيسة الكاثوليكية"، و التنصيص على المكانة السامية لمذهبها في آلية تشريع القوانين.
- التنصيص على دور الجيش في حماية استقلال البلاد و الوحدة الوطنية.

مبادئ تنظيمية
- تنص على الملكية، كشكل سياسي للدولة بخصائص كاثوليكية و اجتماعية و تمثيلية.
- التنصيص على الأسرة و البلدية و النقابة كمؤسسات قاعدية للمشاركة السياسية.

مبادئ برنامجية
- التنصيص على الحق في قضاء مستقل و التعليم و الصحة.
- التنصيص على الحق في ضمان اجتماعي و المساواة الضريبية و التوزيع العادل للثروة الوطنية.
- الاعتراف بحق العمل و بالملكية الخاصة و المبادرة الاقتصادية الخاصة.

## القانون التنظيمي للدولة لسنة 1967
القانون التنظيمي للدولة (Ley Orgánica del Estado) هو آخر قانون أساسي تمت إقراره في فترة حكم الفريق فرانكو، و شكل خطوة من أجل التخفيف من الطابع الاستبدادي للنظام، عبر مجموعة من الإصلاحات من بينها:
- الفصل بين سلطتي رئيس الدولة و رئيس الحكومة. رغم ذلك، استمر فرانكو في الجمع بين السلطتين، إلى غاية سنة 1972، حين انتخب البرلمان الإسباني، لويس كاريرو بلانكو، رئيسا للحكومة (قبل اغتياله[9] سنة 1973 من طرف منظمة إيتا و خلافته من طرف كارلوس آرياس نابارو).
- رفع عدد أعضاء البرلمان ب 102 عضوا (ثلث الأعضاء)، ينتخبون بطريقة مباشرة من طرف أرباب الأسر، بمحاصصة عضوين عن كل مقاطعة.
- التنصيص على الطابع المؤسساتي للملكية.
- التنصيص على إمكانية إنشاء أحزاب سياسية.

## قانون الإصلاح السياسي

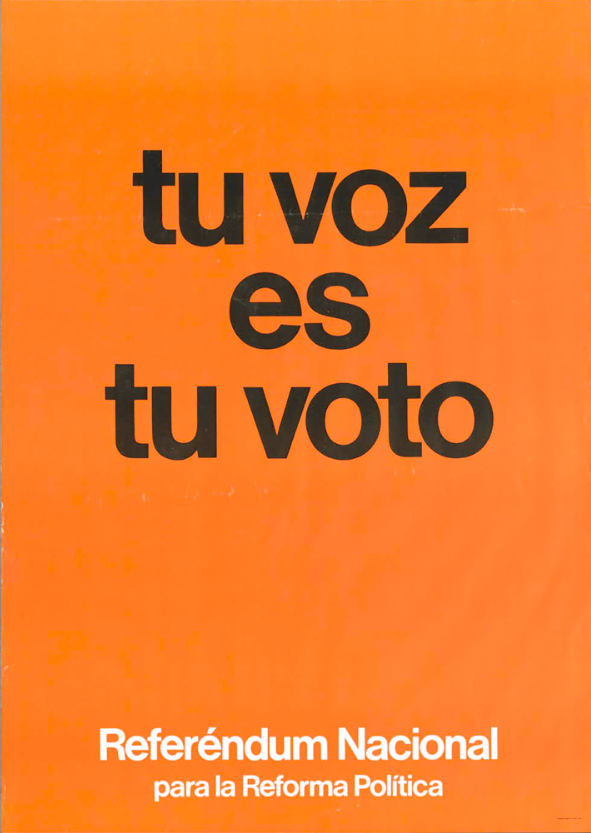
ملصق لحملة الدعاية للتصويت على قانون الإصلاح السياسي لسنة 1976

تم إقرار قانون الإصلاح السياسي (Ley para la Reforma Política) في 18 نونبر 1976، من طرف البرلمان الإسباني، و صودق عليه باستفتاء عام في 15 دجنبر 1976 (بنسبة مشاركة بلغت %77 و نسبة تصويت بنعم ب %94 ). شكل هذا القانون نهاية لنظام فرانكو و بداية لمرحلة الانتقال الديمقراطي الإسباني. من أهم مضامينه:
- إنشاء دولة قانون، مبنية على مبدأ السيادة الوطنية، و تضمن المساواة أمام القانون لكل المواطنين البالغين 21 سنة فما فوق.
- تحويل البرلمان الإسباني إلى برلمان بغرفتين (مجلس نواب و مجلس شيوخ)، ينتخب أعضاؤه بالتصويت العام المباشر، و يعتمدون لأربع سنوات. مع التنصيص على تعيين خمس أعضاء مجلس الشيوخ من طرف الملك.
- يطلب القانون من أعضاء البرلمان قبوله كثامن و آخر قانون أساسي للدولة.

تكمن أهمية قانون الإصلاح السياسي في كونه مكن من إطلاق مسلسل الانتقال الديمقراطي، دون إحداث قطيعة مع المؤسسات القائمة و دون فراغ قانوني. و كان مبدع فكرته و محرر نصه، الفقيه القانوني طوركواطو فيرنانديث ميراندا إيبيا، الذي كان يرأس البرلمان الإسباني آنذاك.